# Louka u Litvínova
Louka u Litvínova (deutsch Wiese) ist eine Gemeinde im Ústecký kraj in Tschechien.

## Geografie

### Lage
Louka u Litvínova liegt 2 km südöstlich von Litvínov in Nordböhmen.

### Nachbarorte
|                            | Litvínov (Oberleutensdorf)                  |             |
| Litvínov (Oberleutensdorf) | Kompassrose, die auf Nachbargemeinden zeigt | Lom (Bruch) |
|                            | Mariánské Radčice (Maria Ratschitz)         |             |

## Geschichte

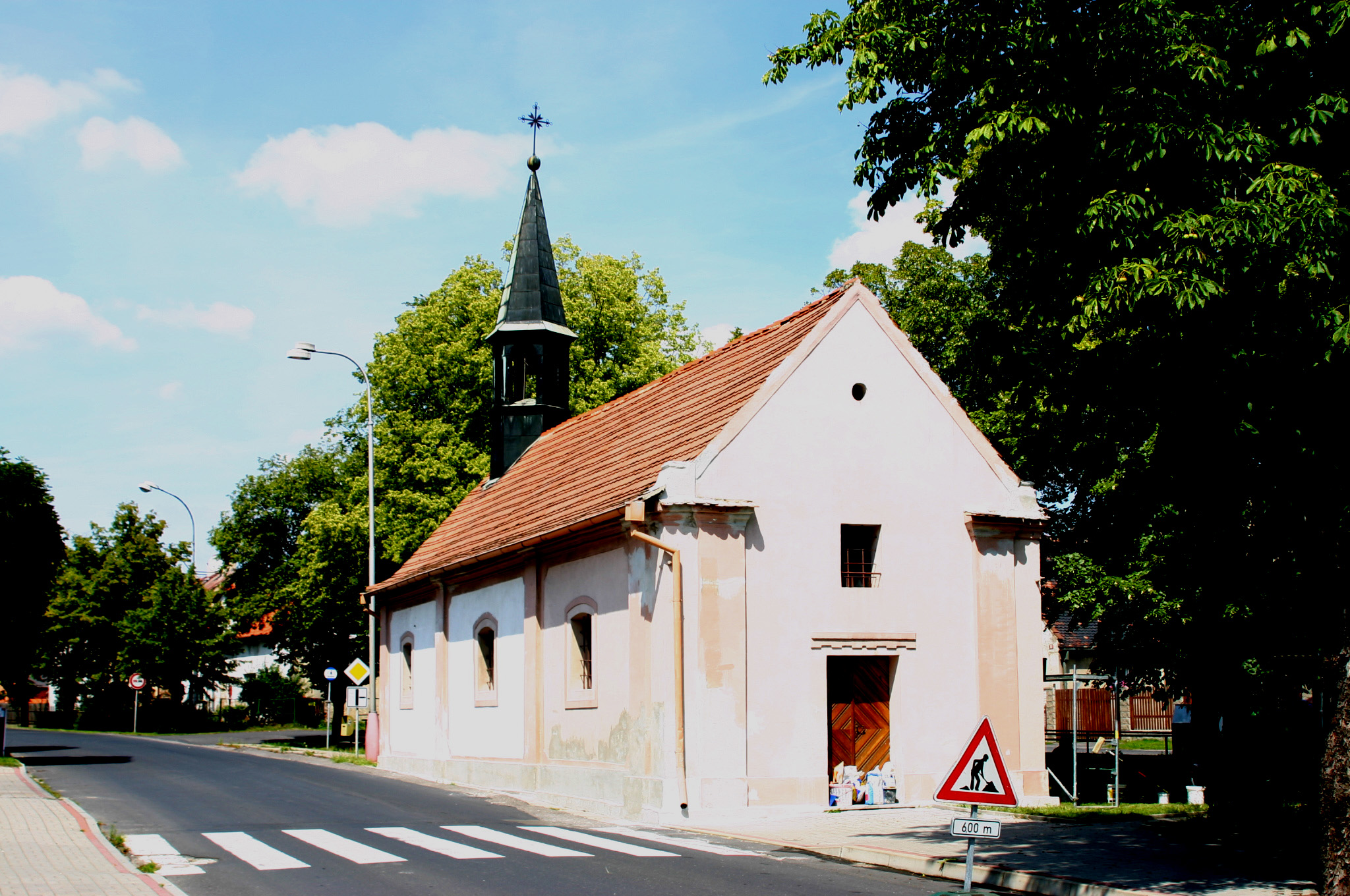
Kapelle des Hl. Antonius

Der Ort wurde mit dem ursprünglichen Namen Wiese (Wíza) erstmals 1289 als Eigentum der Herren von Hrabischitz urkundlich erwähnt. 1398 wurde das Anwesen an die Markgrafen von Meißen aus Sachsen verkauft, die es bis zu den Hussitenkriegen behielten. Nach den Kriegen fiel es an die böhmische Krone. Vor der Industrialisierung vornehmlich durch Bergbau wurden im Dorf Landwirtschaft und Viehzucht betrieben.
Mit dem Bau der „Teplitzer Semmeringbahn“ genannten Eisenbahnstrecke nach Moldau und weiter nach Freiberg erhielt der Ort im Jahr 1884 einen Eisenbahnanschluss. Weitere Pläne zur Verlängerung der Schweinitztalbahn bis Wiesa und damit deren Anschluss an diese Bahnstrecke wurden 1931 endgültig ad acta gelegt.

## Entwicklung der Einwohnerzahl
| Jahr | Einwohnerzahl |
| ---- | ------------- |
| 1869 | 357           |
| 1880 | 393           |
| 1890 | 535           |
| 1900 | 1970          |
| 1910 | 2056          |

| Jahr | Einwohnerzahl |
| ---- | ------------- |
| 1921 | 1970          |
| 1930 | 2105          |
| 1950 | 1525          |
| 1961 | 1552          |
| 1970 | 1303          |

| Jahr | Einwohnerzahl |
| ---- | ------------- |
| 1980 | 1013          |
| 1991 | 648           |
| 2001 | 762           |
| 2011 | 681           |

## Persönlichkeiten
- Wilhelm Weinelt (1904–nach 1968), tschechisch-deutscher Jurist
- Jaromír Hudec (1936–2024), tschechischer Eishockeyspieler

## Ehrenbürger
- 2002: Ivan Hlinka, Eishockeyspieler

## Sehenswürdigkeiten
- Kapelle des Heiligen Antonius von Padua aus dem Jahr 1834